# غرانت أندروود
غرانت أندروود (بالإنجليزية: Grant Underwood)‏ هو قسيس أمريكي، ولد في 1954.